# Taylor Kemp
Taylor Eric Kemp (Highlands Ranch, 23 luglio 1990) è un ex calciatore statunitense, di ruolo difensore.

## Statistiche

### Presenze e reti nei club
Statistiche aggiornate al 10 marzo 2018.
| Stagione           | Squadra            | Campionato         | Campionato | Campionato | Coppe nazionali | Coppe nazionali | Coppe nazionali | Coppe continentali | Coppe continentali | Coppe continentali | Altre coppe | Altre coppe | Altre coppe | Totale | Totale | Totale |
| Stagione           | Squadra            | Comp               | Pres       | Reti       | Comp            | Pres            | Reti            | Comp               | Pres               | Reti               | Comp        | Pres        | Reti        | Pres   | Reti   |        |
| ------------------ | ------------------ | ------------------ | ---------- | ---------- | --------------- | --------------- | --------------- | ------------------ | ------------------ | ------------------ | ----------- | ----------- | ----------- | ------ | ------ | ------ |
| 2013               | D.C. United        | MLS                | 8          | 0          | USOC            | 2               | 0               | -                  | -                  | -                  | -           | -           | -           | 10     | 0      |        |
| 2014               | D.C. United        | MLS                | 13+2       | 1          | USOC            | 0               | 0               | CCL                | 3                  | 0                  | -           | -           | -           | 18     | 1      |        |
| 2015               | D.C. United        | MLS                | 27+3       | 1          | USOC            | 0               | 0               | CCL                | 2                  | 0                  | -           | -           | -           | 32     | 1      |        |
| 2016               | D.C. United        | MLS                | 31+1       | 1+1        | USOC            | 1               | 0               | -                  | -                  | -                  | -           | -           | -           | 33     | 2      |        |
| 2017               | D.C. United        | MLS                | 22         | 0          | USOC            | 0               | 0               | -                  | -                  | -                  | -           | -           | -           | 22     | 0      |        |
| Totale D.C. United | Totale D.C. United | Totale D.C. United | 101+6      | 3+1        |                 | 3               | 0               |                    | 5                  | 0                  |             | -           | -           | 115    | 4      |        |
| Totale carriera    | Totale carriera    | Totale carriera    | 101+6      | 3+1        |                 | 3               | 0               |                    | 5                  | 0                  |             | -           | -           | 115    | 4      |        |

## Palmarès
- Lamar Hunt U.S. Open Cup: 1

D.C. United: 2013